# Paula Maly
Paula Maria Maly (* 21. Oktober 1891 in Wien; † 19. Oktober 1974 in Laßnitzhöhe) war eine österreichische Malerin und Grafikerin.

## Leben
Paula Maly kam 1891 als zweite von drei Töchtern des k. k. Obereichmeisters Franz Maly und der Modistin Sophie Maly, geb. Tetauer († 1948), in Wien zur Welt. Ihre jüngere Schwester war die Malerin Ida Maly, deren Tochter Elga Maly ebenfalls Malerin wurde.
Paula Maly zog als Kind mit ihrer Familie nach Graz. Sie erlangte die Matura am dortigen Lyzeum und besuchte danach von 1910 bis 1912 zusammen mit Ida Maly die Landeskunstschule Graz, wo sie eine Schülerin von Alfred Schrötter von Kristelli, Alfred Zoff und Anton Marussig war. Von 1914 bis 1915 setzten die Schwestern ihre Studien an der Kunstgewerbeschule in Wien fort. Dort belegten sie unter anderem Kurse bei Oskar Strnad und Franz Čižek. Weiters studierte Paula Maly an den „Münchner Lehrwerkstätten“.
Ab 1923 lebte Paula Maly wieder in Graz. Sie wohnte in der Villefortgasse 7. Von 1925 bis 1945 unterrichtete sie als Lehrerin für dekoratives Zeichnen an der Bundes-Frauenberufsschule. 1928 kehrte ihre Schwester Ida ebenfalls nach Graz zurück und lebte kurzzeitig bei Paula Maly, bevor sie noch im gleichen Jahr mit der Diagnose Schizophrenie in die Landes-Heil- und Pflegeanstalt am Feldhof eingewiesen wurde.
Paula Maly war Mitglied der Vereinigung Bildender Künstler Steiermarks (bis 1923) und des Steiermärkischer Kunstvereins (bis 1938), deren Ausstellungen sie mehrfach beschickte. Außerdem gehörte sie der Vereinigung bildender Künstlerinnen Österreichs und der Kameradschaft steirischer Künstler und Kunstfreunde an. 1921 nahm sie an der Steirischen Kunstschau im Landesmuseum Joanneum teil. 1932 wurde sie mit der Silbernen Medaille der Stadt Graz und 1936 mit dem Österreichischen Staatspreis für ihre Gesamtleistung ausgezeichnet.
Paula Maly beantragte am 2. Juni 1938 die Aufnahme in die NSDAP und wurde rückwirkend zum 1. Mai desselben Jahres aufgenommen (Mitgliedsnummer 6.302.674). Sie beschickte in den Folgejahren weiterhin eine Reihe von Ausstellungen. Ida Maly wurde 1941 von den Nationalsozialisten im Rahmen des „Euthanasieprogramms“ ermordet. Paula Maly hielt engen Kontakt zu ihrer Nichte Elga Maly, die sie unterrichtete und mit der sie 1971 eine gemeinsame Ausstellung in der Wiener Galerie Tao hatte.
Ab 1945 war Paula Maly Mitglied des Künstlerbundes Graz. Im Rahmen des Kunstwettbewerbs (Bereich Malerei) bei den Olympischen Sommerspielen 1948 in London gewann sie eine Medaille. 1950 hatte sie eine erste Einzelausstellung im Joanneum Ecksaal in Graz. 1961 präsentierte die Neue Galerie am Landesmuseum Joanneum anlässlich ihres 70. Geburtstags eine Auswahl ihrer Werke. 1962 wurde Maly mit dem Preis des Bundesministeriums für Unterricht und Kunst ausgezeichnet.
Paula Maly starb 1974, zwei Tage vor ihrem 83. Geburtstag, im steiermärkischen Luftkurort Laßnitzhöhe.

## Werk
Das Frühwerk von Paula Maly, insbesondere Porträts und Stillleben in Öl, zeigt bis in die 1920er-Jahre für die Schule Alfred Schrötters typische Merkmale des malerischen Realismus. Danach verfestigten sich in ihren Werken (oft Landschaften) die Strukturen der Bildfläche, sie vereinfachte einzelne Elemente, grenzte sie durch Konturlinien ab und gestaltete sie koloristisch-flächig. In den 1930er-Jahren wandte sich Maly verstärkt dem Holz- und Linolschnitt zu, wobei unter anderem eine Reihe von Grazer Stadtansichten mit teils ausgefallenen Perspektiven entstanden. In der Zeit des Nationalsozialismus setzte sie eine „angepasste Malweise“ ein und lieferte 1943 Aquarellvorlagen für die Serie „Steirische Frauentracht“. Es sind jedoch keine propagandistischen Werke von ihr bekannt. Nach 1945 blieb sie zunächst noch der Gegenständlichkeit verhaftet, bevorzugte aber einen strukturell-geometrischen Bildaufbau. Als Signatur verwendete sie nun „My“. Ab 1957 ließ sie die figurative Kunst hinter sich zugunsten des Informel.
Werke von Paula Maly befinden sich unter anderem in den Sammlungen des Graz Museums, der Neuen Galerie Graz, der Stadt Graz/Kulturamt und der Albertina in Wien.
Werke (Auswahl)
- Frauenporträt, 1917, Öl auf Leinwand, 76 × 58 cm, Neue Galerie Graz
- Steirische Landschaft (Gollrad), ca. 1930, Öl auf Leinwand, 79 × 63 cm, Neue Galerie Graz
- Graz – Neutorgasse, 1930er Jahre, Linolschnitt auf Papier, 28 × 24,5 cm, Neue Galerie Graz
- Graz – Paulustor, 1930er Jahre, Linolschnitt auf Papier, 34 × 36,6 cm, Neue Galerie Graz
- Graz – Grieskai, 1930er Jahre, Linolschnitt auf Papier, 25,3 × 32 cm, Neue Galerie Graz
- Im Mondschein, 1934, Linolschnitt auf Papier, 32,5 × 26,2 cm, Neue Galerie Graz
- Steirische Berglandschaft, ca. 1942/1943, Öl auf Leinwand, 54 × 71,5 cm, Neue Galerie Graz
- Steirische Frauentracht, 1943, Umschlag mit 8 Farbdrucken, 24,5 × 17,5 cm, Neue Galerie Graz
- Liebespaar, 1949, Öl auf Leinwand, 84,5 × 100,5 cm, Neue Galerie Graz
- Athmosphäre, Monotypie, Handdruck, 50 × 65,7 cm, Albertina, Dauerleihgabe der Artothek des Bundes
- Westwind, Monotypie, Handdruck, 49,8 × 70 cm, Albertina, Dauerleihgabe der Artothek des Bundes

## Ausstellungen (Auswahl)

### Einzelausstellungen
- 1950, 1957: Joanneum Ecksaal, Graz
- 1955: Drei Frauen. Paula Maly, Anna Mutter, Angela Varga. Ölgemälde, Graphik, Keramik, Neue Galerie Wolfgang Gurlitt, Museum der Stadt Linz
- 1960: Wiener Konzerthaus
- 1961: Paula Maly zum 70. Geburtstag, Neue Galerie am Landesmuseum Joanneum, Graz
- 1971: Paula und Elga Maly, Galerie Tao, Wien
- 1978: Paula Maly 1891–1974, Galerie Moser, Graz
- 1992, 1999: Paula Maly, Galerie Leonhard, Graz

### Ausstellungsbeteiligungen
- 1917, 1919/1920, 1927, 1931: Vereinigung Bildender Künstler Steiermarks, Graz
- 1921: Steirische Kunstschau, Landesmuseum Joanneum, Graz
- 1926–1927, 1930, 1935/1936: Steiermärkischer Kunstverein, Graz
- 1938: Kunst und Handwerk, Graz
- 1938: Die Kunst der Ostmark, Haus der Kunst, Berlin
- 1942: Steirische Kunst in Straßburg, Altes Schloß, Straßburg
- 1943: Kollektiv-Ausstellung steirischer Künstler, 3. Gruppe, Landesmuseum Graz
- 1944: Vereinigung bildender Künstlerinnen Österreichs, Kunsthalle, Wien
- 1946: Steiermärkischer Kunstverein, Genossenschaft und Künstlerbund, GRaz
- 1948: Kunstwettbewerb bei den Olympischen Sommerspielen
- 1950: Künstlerbund Graz
- 1955: Neue Galerie, Linz
- 1958, 1965–1967: Künstlerbund im Künstlerhaus, Graz
- 1960: Ausstellung der Föderation in Istanbul, Kairo und Ankara
- 1964: Neuerwerbungen des XX. Jahrhunderts, Neue Galerie am Landesmuseum Joanneum
- 1965: Grazer Künstlerbund im Wiener Künstlerhaus
- 2010: Die Kunst der Anpassung. Steirische KünstlerInnen im Nationalsozialismus zwischen Tradition und Propaganda, Neue Galerie Graz und Stadtmuseum Graz
- 2020: Ladies first! Künstlerinnen in und aus der Steiermark 1850–1950, Neue Galerie Graz

## Auszeichnungen (Auswahl)
- 1932: Silberne Medaille der Stadt Graz
- 1936: Österreichischer Staatspreis (für Gesamtleistung)
- 1948: Medaille im Kunstwettbewerb – Bereich Malerei, Olympische Spiele London
- 1962: Preis des Bundesministeriums für Unterricht und Kunst